# Louise Boyer
 (octobre 2012).
Si vous disposez d'ouvrages ou d'articles de référence ou si vous connaissez des sites web de qualité traitant du thème abordé ici, merci de compléter l'article en donnant les références utiles à sa vérifiabilité et en les liant à la section « Notes et références ».
Pour les articles homonymes, voir Boyer.
Anne Louise Boyer, duchesse de Noailles, est née en 1632 et morte le 22 mai 1697.

## Biographie
Fille d'Antoine Boyer, seigneur de Sainte-Geneviève-des-Bois, secrétaire du roi, et de Françoise de Wignacourt, elle est la nièce d'Adrien de Wignacourt, grand maître de l'ordre de Saint-Jean de Jérusalem. Elle épousa par contrat du 13 décembre 1645, et à Saint-Sulpice le 1er janvier 1646, à l'âge de 13 ans, Anne de Noailles, comte d'Ayen (dit de Noailles). C'était un cadet de famille devenu peu après l'héritier de sa maison par la mort de ses frères aux armées, et créé 1er duc de Noailles en 1663. Elle-même hérita de son frère Antoine (2) Boyer (1628-1664), baron de Monchy, colonel du régiment d'Auvergne, mort sans hoirs. Ils eurent six enfants :
1. Anne-Jules de Noailles (1650–1708), 2e duc de Noailles, maréchal de France ;
2. Louis-Antoine de Noailles (1651-1729), cardinal et archevêque de Paris (1695-1729) ;
3. Jacques de Noailles (1653-1712), lieutenant-général des galères ;
4. Jean-François de Noailles (1658-1696/2), maréchal de camp dit le marquis de Noailles. Il épousa Marguerite-Thérèse Rouillé de Meslay en 1687 ;
5. Louise-Anne de Noailles (°1662- 1693), qui épousa en 1680 Henri de Beaumanoir, marquis de Lavardin ;
6. Jean-Baptiste-Louis-Gaston de Noailles (1669-1720), évêque-comte de Châlons-sur-Marne.

Elle est dame d'atours de la reine Anne d'Autriche, nommée à la place de la duchesse de Schomberg le 28 avril 1657, et le resta jusqu'en 1666. 
En 1682, elle participe avec son fils à la fondation du couvent du Petit-Saint-Chaumont, rue de la Lune à Paris. Elle mourut "âgée de 65 ans (sic), dans une grande réputation de piété, et fut enterrée à Saint Paul près de son mari", où elle lui avait fait élever un mausolée.

## Titres
- 1632–13 décembre 1645 : Louise Boyer de Sainte-Geneviève
- 13 décembre 1645 – 1663 : Madame la comtesse d'Ayen (appelée Noailles)
- 1663 – 15 février 1678 : Madame la duchesse de Noailles
- 15 février 1678 – 22 mai 1697: Madame la duchesse douairière de Noailles